# Ernstichthys
Ernstichthys är ett släkte av fiskar. Ernstichthys ingår i familjen Aspredinidae.
Kladogram enligt Catalogue of Life:
| Ernstichthys | \| \| Ernstichthys anduzei \| \| \| \| \| \| Ernstichthys intonsus \| \| \| \| \| \| Ernstichthys megistus \| \| \| \| |
|              | \| \| Ernstichthys anduzei \| \| \| \| \| \| Ernstichthys intonsus \| \| \| \| \| \| Ernstichthys megistus \| \| \| \| |
|              | Acanthobunocephalus |
|              | |
|              | Amaralia |
|              | |
|              | Aspredinichthys |
|              | |
|              | Aspredo |
|              | |
|              | Bunocephalus |
|              | |
|              | Dupouyichthys |
|              | |
|              | Hoplomyzon |
|              | |
|              | Micromyzon |
|              | |
|              | Platystacus |
|              | |
|              | Pseudobunocephalus |
|              | |
|              | Pterobunocephalus |
|              | |
|              | Xyliphius |
|              | |
|              | Ernstichthys anduzei                                                                                                   |
|              | |
|              | Ernstichthys intonsus                                                                                                  |
|              | |
|              | Ernstichthys megistus                                                                                                  |
|              | |

|  | Ernstichthys anduzei  |
|  |                       |
|  | Ernstichthys intonsus |
|  |                       |
|  | Ernstichthys megistus |
|  |                       |